# Đặng Thì Thố
Đặng Thì Thố (chữ Hán: 鄧時措, 1526 – ?) là thủ khoa của khoa thi năm Kỉ Mùi năm Quang Bảo thứ 6 (1559) dưới thời vua Mạc Tuyên Tông. Ông là hậu duệ của Quốc công Đặng Tất, quê làng An Lạc (còn gọi là làng Thạc), huyện Thanh Lâm (nay thuộc xã An Châu, thành phố Hải Dương). Hiện nay, ở các xã An Châu, Nam Trung và Nam Chính (Nam Sách) vẫn còn gia phả ghi về cụ Tổ Đặng Thì Thố - giỗ ngày 12 tháng 10 âm lịch.
Ông đỗ tiến sĩ cập đệ khoa Kỉ Mùi năm Quang Bảo thứ 6 (1559) dưới thời vua Mạc Tuyên Tông, tuy nhiên theo bảng tra các vị tam khôi của Viện Hán-Nôm thì ông chỉ đỗ thám hoa (tiến sĩ cập đệ đệ nhất giáp đệ tam danh). Lịch triều hiến chương loại chí của Phan Huy Chú cũng chép rằng ông là Hội nguyên Đình nguyên Thám hoa.
Sau đó, ông trở thành quan của triều đình nhà Mạc, làm đến chức tả thị lang bộ Binh, hàn lâm viện.

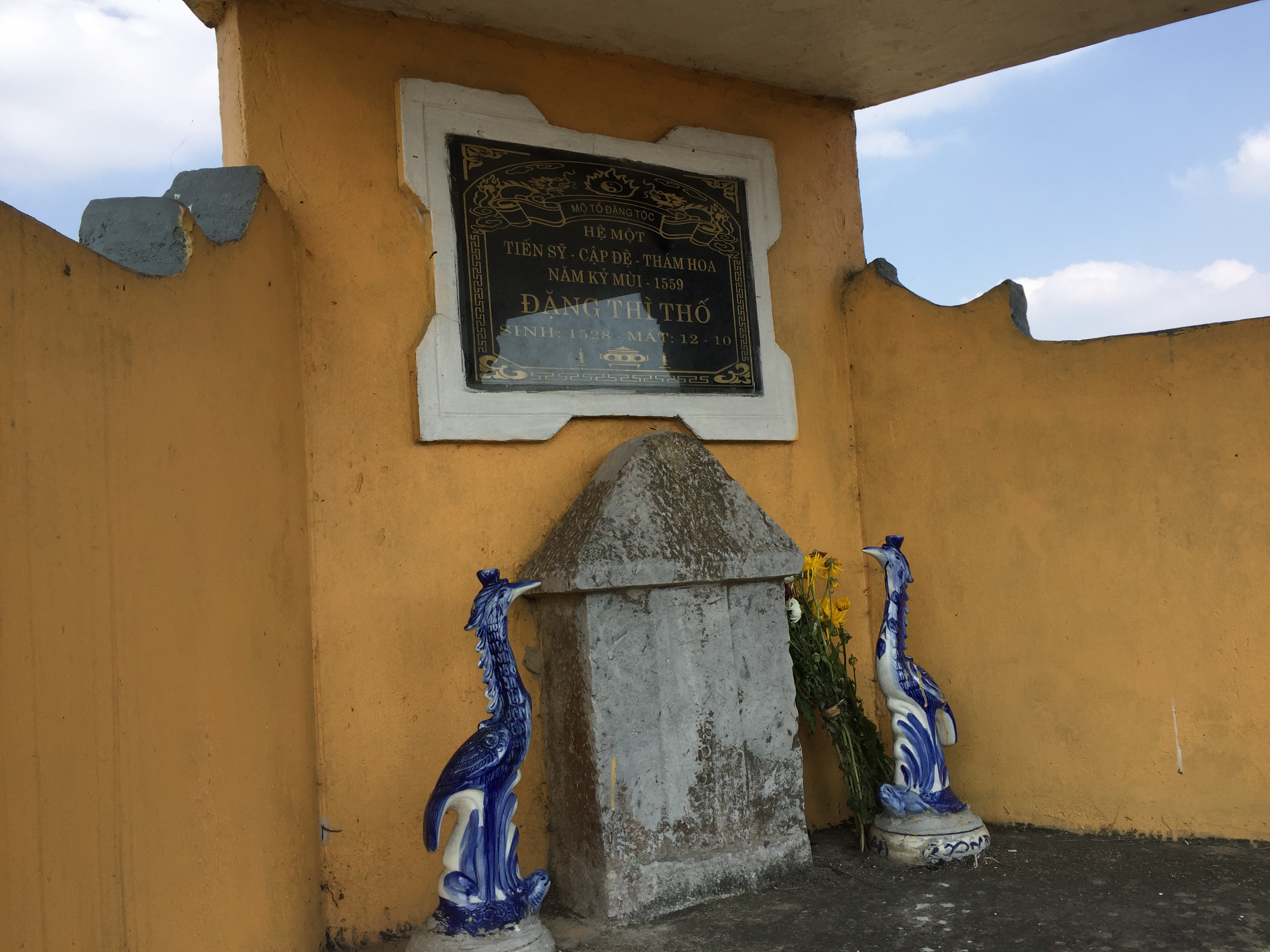
Mộ cụ Đặng Thì Thố

Mộ của ông táng tại An Lạc, được con cháu trùng tu năm 2005.
Con trai ông là Đặng Thì Mẫn (1549 - ?) cũng đỗ đệ tam giáp đồng tiến sĩ xuất thân khoa thi năm Hoằng Định thứ 14 (Quý Sửu, 1613) thời Lê Kính Tông.